# شهرستان مونتگومری (میسیسیپی)
شهرستان مونتگومری، میسیسیپی (به انگلیسی: Montgomery County, Mississippi) یک سکونتگاه مسکونی در ایالات متحده آمریکا است که در ایالت میسیسیپی واقع شده‌است.